# Bíró Péter (labdarúgó)
Bíró Péter (Debrecen, 1985. szeptember 20. –) magyar labdarúgó, a Hajdúszoboszlói SE játékosa.

## Sikerei, díjai
DVSC
- Magyar bajnok: 2009, 2010
- Magyar szuperkupa-győztes: 2009
- Ligakupa-győztes: 2010
- Magyar kupa-győztes: 2010